# ریچارد بارتل
ریچارد بارتل (انگلیسی: Richard Bartle؛ زادهٔ ۱۰ ژانویهٔ ۱۹۶۰) یک نویسنده، محقق بازی‌های ویدئویی و استاد اهل بریتانیا است.